# Ges (dźwięk)
Ges (G♭) – dźwięk, którego częstotliwość dla ges¹ wynosi około 370 Hz. Stanowi tonikę gam Ges-dur i ges-moll. Jest to obniżony za pomocą bemola dźwięk g. Enharmonicznie dźwięki o tej samej wysokości to: eisis oraz fis.